# John K. Lattimer
John Kingsley Lattimer (* 14. Oktober 1914 in Mount Clemens, Michigan; † 10. Mai 2007 in Englewood, New Jersey) war ein US-amerikanischer Mediziner.

## Leben
Lattimer diente im Zweiten Weltkrieg bei der US Army, insbesondere als Chirurg bei der Invasion in der Normandie. Später war er in München stationiert und behandelte nationalsozialistische Politiker wie Hermann Göring und Albert Speer während der Nürnberger Prozesse.
John K. Lattimer war 25 Jahre lang Professor und langjährig Dekan an der Abteilung für Urologie an der Columbia University, New York City. Er veröffentlichte über 375 wissenschaftliche Arbeiten und Aufsätze. Er vertrat die USA in der Weltgesundheitsorganisation.
Er machte sich zudem einen Namen als Experte für Ballistik. 1972 wurde er von der Kennedy-Familie als Nicht-Regierungsexperte eingeschaltet, um das Attentat auf John F. Kennedy zu begutachten.
Sein 30-Zimmer-Haus in Englewood baute er zu einem Militär-Museum aus, mit Waffen aus verschiedensten Epochen bis hin zu Gemälden von Adolf Hitler.
Er war Ritter des Malteserordens.

## Werke (Auswahl)
- Hitler’s fatal sickness and other secrets of the Nazi Leaders. Hippocrene Books, New York 1999, ISBN 0-7818-0742-5.
- Hitler and the Nazi leaders. A unique insight into evil. Hippocrene Books, New York 2001, ISBN 0-7617-0896-0.
- Kennedy and Lincoln. Medical and ballistic comparisons of their assassinations. Harcourt Brace Jovanovich, New York 1980, ISBN 0-15-152281-2.